# Yukitoshi Ito
Yukitoshi Ito (伊東 幸敏, Ito Yukitoshi) est un footballeur japonais né le 3 septembre 1993. Il évolue au poste de défenseur.

## Biographie
Il participe à la Ligue des champions d'Asie avec le club des Kashima Antlers.
En décembre 2016, il participe avec cette équipe à la Coupe du monde des clubs. Lors de cette compétition, il joue la finale perdue contre le Real Madrid.

## Palmarès
- Finaliste de la Coupe du monde des clubs en 2016 avec les Kashima Antlers
- Champion du Japon en 2016 avec les Kashima Antlers